# Rowan El-Badry
Rowan Hossam Monir Aly El-Badry (en arabe : روان حسام منير على البدري), née le 18 septembre 1995, est une nageuse égyptienne.

## Carrière
Rowan El-Badry obtient aux Championnats d'Afrique de natation 2010 à Casablanca la médaille d'argent du 4 x 100 mètres nage libre et la médaille de bronze du 4 x 100 mètres quatre nages.
Aux Jeux panarabes de 2011 à Doha, elle obtient la médaille d'or des relais 4 x 100 mètres nage libre, 4 x 200 mètres nage libre et 4 x 100 mètres quatre nages et la médaille de bronze du 100 mètres nage libre.  
Elle est médaillée d'argent des relais 4 x 100 mètres nage libre, 4 x 200 mètres nage libre et 4 x 100 mètres quatre nages ainsi que médaillée de bronze du 50 mètres nage libre aux Championnats d'Afrique de natation 2012 à Nairobi.
Aux Jeux africains de 2015 à Brazzaville, Rowan El-Badry est médaillée d'or du relais 4 x 100 mètres quatre nages mixte, médaillée d'argent des relais 4 x 100 mètres quatre nages, 4 x 100 mètres nage libre, 4 x 100 mètres quatre nages et 4 x 100 mètres nage libre mixte, et médaillée de bronze des 50 et 100 mètres nage libre.
Aux Championnats d'Afrique de natation 2016 à Bloemfontein, elle obtient cinq médailles d'argent, lors du 50 mètres nage libre et des relais 4 x 100 mètres nage libre, 4 x 100 mètres quatre nages, 4 x 100 mètres nage libre mixte et 4 x 100 mètres quatre nage mixte, ainsi que la médaille de bronze du relais 4 x 200 mètres nage libre.